# Diopatra ornata
Diopatra ornata är en ringmaskart som beskrevs av Moore 1911. Diopatra ornata ingår i släktet Diopatra och familjen Onuphidae. Inga underarter finns listade i Catalogue of Life.